# Pilosella peleteriana
Espèce
Statut de conservation UICN

 LC  : Préoccupation mineure
La Piloselle de Lepèletier (Pilosella peleteriana syn. Hieracium peleterianum Mérat, 1812), également appelée Épervière de Lepèletier, est une espèce de plantes vivaces de la famille des Astéracées et du genre Pilosella.

## Description

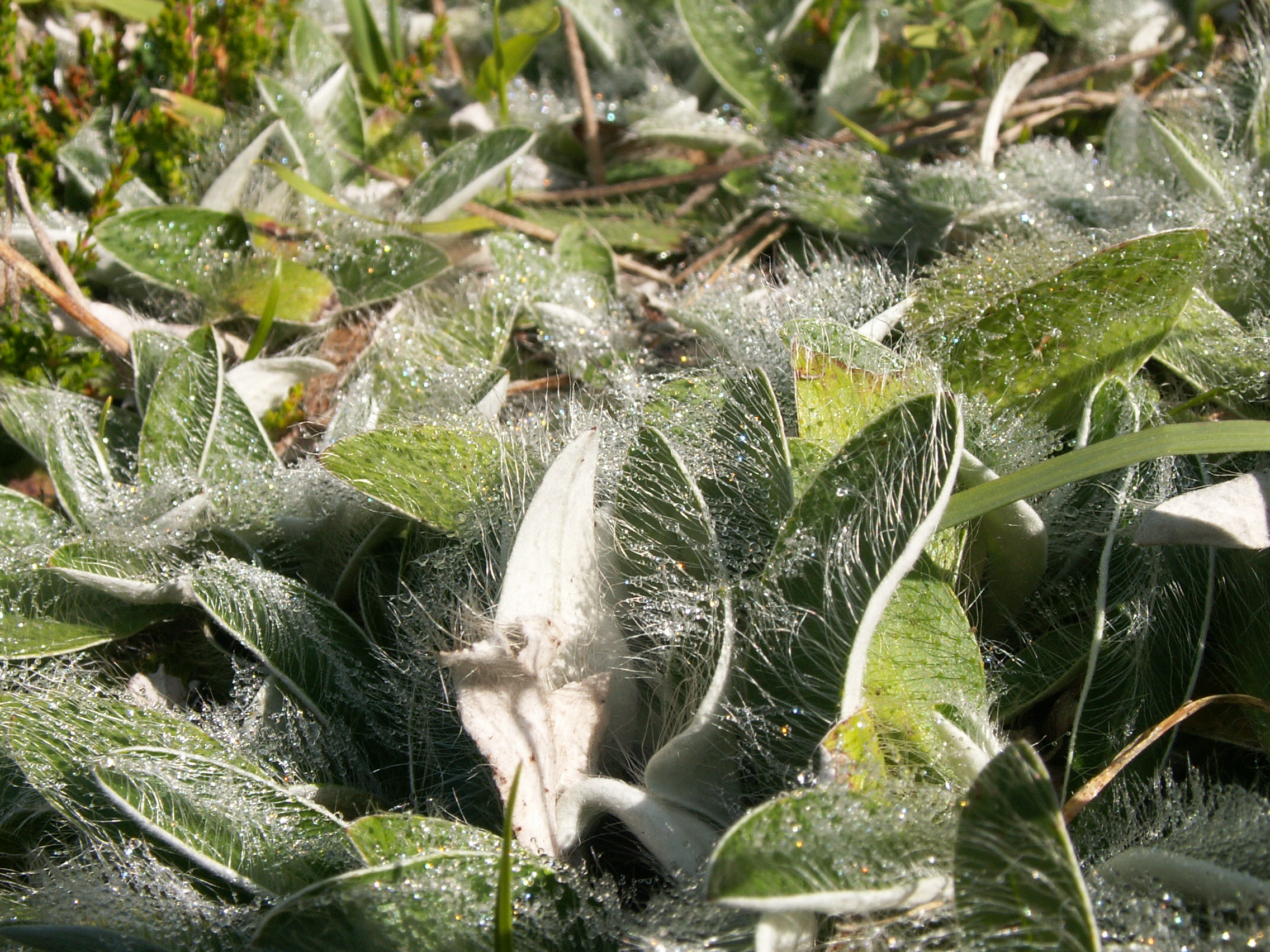
Feuilles.

Ses feuilles sont hérissées de longs poils blanchâtres sur la face inférieure.
Élément caractéristique de la Piloselle de Lepèletier : les fleurs ont des ligules externes rouge violacé sur leur face inférieure.

## Statut
En France, cette espèce est protégée en région Limousin (Article 1).